# Elliptische meetkunde
Elliptische meetkunde is een niet-Euclidische meetkunde, waarbij er, gegeven een lijn m en een punt P dat niet op m ligt, geen andere aan m evenwijdige lijn bestaat die door P loopt. In de elliptische meetkunde zijn er geen evenwijdige lijnen. De elliptische meetkunde is in 1854 door Bernhard Riemann ingevoerd.
Net zoals in de hyperbolische meetkunde telt het parallellenpostulaat, het vijfde axioma van de postulaten van Euclides, niet in de elliptische meetkunde. Het parallellenpostulaat stelt dat er precies één lijn evenwijdig aan m door P loopt. Het eerste voorbeeld is de meetkunde op een bol. Men kan zich dit voorstellen door naar een wereldbol te kijken. De meridianen, lengtegraadlijnen van pool naar pool, liggen precies naast elkaar, maar komen uiteindelijk bij elkaar in de polen. De elliptische meetkunde heeft andere bijzondere eigenschappen. De som van de drie hoeken van een driehoek op een wereldbol is altijd groter dan 180°.
Elliptische meetkunde wordt soms Riemann-meetkunde genoemd. Dit is echter misleidend, omdat elliptische meetkunde slechts een onderdeel van de Riemann-meetkunde is.

## Modellen van elliptische meetkunde
Modellen van elliptische meetkunde zijn onder andere het hypersferische model, het projectieve model en het stereografische model.